# The Battle at Elderbush Gulch
The Battle at Elderbush Gulch – amerykański film krótkometrażowy z 1913 w reżyserii D.W. Griffitha.

## Obsada
- Mae Marsh jako Sally
- Leslie Loveridge jako bezdomny
- Alfred Paget jako wujek bezdomnego
- Robert Harron jako ojciec
- Lillian Gish jako matka
- Charles Hill Mailes jako właściciel rancza
- William A. Carroll jako Meksykanin
- Frank Opperman jako wódz indiański
- Henry B. Walthall jako syn indiańskiego wodza
- Joseph McDermott jako opiekun bezdomnego
- Jennie Lee jako opiekun bezdomnego
- Lionel Barrymore
- Elmer Booth
- Kate Bruce jako osadnik
- Harry Carey
- Charles Gorman
- Dell Henderson
- Elmo Lincoln jako cavalryman
- W. Chrystie Miller jako osadnik
- W. C. Robinson
- Blanche Sweet